# قطعنامه ۱۲۱۹ شورای امنیت
قطعنامه ۱۲۱۹ شورای امنیت سازمان ملل متحد که در تاریخ ۳۱ دسامبر ۱۹۹۸ تصویب شد، سندی بین‌المللی دربارهٔ بررسی وضعیت آنگولا است. این قطعنامه طی نشست ۳۹۶۲ام با ۱۵ رای موافق، ۰ مخالف و ۰ ممتنع تصویب شد.